# Turban Cowboy
Turban Cowboy (titulado El vaquero del turbante en Hispanoamérica y Cowboy de turbante en España) es el decimoquinto episodio de la undécima temporada de la serie de televisión animada de comedia Padre de familia. Fue estrenado originalmente el 17 de marzo de 2013 mediante FOX. Fue escrito por Artie Johann y Shawn Ries y dirigido por Joe Vaux.

## Argumento
Cuando Peter, Joe y Quagmire pasar el rato en The Drunken Clam, deciden hacer algo para sacudir sus vidas aburridas. Peter sugiere practicar paracaidismo, Joe y Quagmire aceptan. A partir de ahí, Peter comienza a practicar regularmente. Después de un accidente en la réplica de la torre Eiffel en Las vegas, Peter termina en el hospital donde conoce a Mahmoud, un musulmán. Él se da cuenta de que se lleva muy bien con Mahmoud. En The Drunken Clam, Peter invita a Mahmoud a que los acompañe, y lo presenta con Joe, Quagmire y Brian. Ellos descubren que no tiene nada en común con él cuando se niega a beber o mirar a otras mujeres. Mahmoud introduce Peter a la cultura islámica y se convierte en interesado en convertirse en musulmán. Lois comienza a tener dudas cuando Peter comienza a estudiar el islam a profundidad, aunque ella decide dejarlo pasar. Joe y Quagmire también expresan sus sospechas acerca de Mahmoud cuando Peter intenta marcar a Mahmoud dos veces solo para provocar algunas explosiones fuera de la pantalla. Mahmoud después invita a Peter a un encuentro musulmán pero se encuentra involuntariamente involucrado con terroristas decididos a volar el puente de Quahog.
Cuando Peter comienza a actuar de manera discreta, los chicos sospecha que está involucrado en ataques terroristas. Peter se da cuenta de que ha sido engañado y quiere retirarse, pero Joe le convence para ir juntos, puesto que ya está en el interior. A medida que avanzan sobre el plan, Peter descubre que va a manejar la camioneta. Peter es descubierto cuando se revela que él está usando un micrófono al intentar rascarse cerca de él. Joe y Quagmire escuchan que el plan es llevado a la práctica. Peter es amenazado a punta de pistola y lo obligaron a conducir el camioneta cargada de explosivos hasta el puente de Quahog. Peter intenta convencer a Mahmoud de no hacerlo, pero falla. Joe llega a tiempo con la policía para detenerlo y destruye el detonador al noquear a Mahmoud. Joe menciona que 30 de los terroristas han sido detenidos y que el resto de los musulmanes locales se encuentran bajo sospecha. Joe agradece a Peter por su participación, cuando Peter decide llamar a Horace para conseguir una mesa preparada para sus amigos y familiares en The Drunken Clam. Cuando él marca su teléfono celular, el Puente de Quahog explota y Peter ordena a todos a huir.

## Recepción

### Recepción crítica
Kevin McFarland de The A.V. Club le dio al episodio una D, diciendo: "Turban Cowboys se siente como un episodio hecho en 2002 y dejado en el estante de una década, sin darse cuenta de qué tan uniformemente los personajes del Medio Oriente son presentados como terroristas. Si solo Joe y Quagmire hubieran elegido la sugerencia de Peter de roba un juego de póquer mafia, entonces tal vez esto hubiera sido un Padre de familia haciendo una parodia de Killing Them Softly instead." Carter Dotson de TV Fanatic dio al episodio un 2-1/2 de 5 estrellas, diciendo: "No espero que Padre de familia sea tan revolucionario como sus primeros tiempos, aun cuando es el humor fue a lugares impactantes todavía tenía un corazón. ¿Recuerda que la indignación por el episodio "When You Wish Upon a Weinstein" fue finalmente benigna y sorprendentemente respetuosa con el judaísmo sin dejar de hacer referencias jocosas a la religión? Tenía un verdadero sentido de la perspectiva. prefiriendo simplemente ser ofensivo, y la única gente que se indignó por el capítulo es el Parents Television Council."

### Audiencia
El episodio recibió una calificación de 2.4 en el grupo demográfico 18-49 y fue visto por un total de 4,92 millones de espectadores. Esto lo convirtió en el programa más visto de la noche de la dominación de la animación en FOX, superando a Los Simpson, Bob's Burgers y The Cleveland Show.